# Chame Gente - A História do Trio Elétrico
Chame Gente - A História do Trio Elétrico é um documentário sobre a história do trio elétrico, mostrando diversos artistas da axé music e samba reggae como Carlinhos Brown, Ivete Sangalo, Daniela Mercury, Gilberto Gil, além dos criadores orignais, Dodô e Osmar. O documentário concorreu ao Festival Cinema Brasil, realizado no Japão, onde recebeu o nome adaptado de Chame Gente Brazil.

## Sinopse
O documentário mostra a história por trás da invenção do trio elétrico desde os primórdios tempos, quando foi idealizado e criando ainda precariamente por Dodô e Osmar, até sua ascenssão e proliferação por outros artistas do axé music, mostrando como o veículo revolucionou o Carnaval de Salvador antes de se espalhar por todo o Brasil e tornou Dodô e Osmar os grandes ícones da Bahia. É mostrado a evolução do trio elétrico durante os anos e suas sofisticações se tornar um patrimônio cultural brasileiro conhecido no mundo todo. Diversos artistas do Carnaval aparecem durante o documentário, como Carlinhos Brown, Ivete Sangalo, Margareth Menezes, Daniela Mercury, Gilberto Gil e Armandinho.

## Elenco
- Dodô e Osmar — Eles mesmos
- Ivete Sangalo — Ela mesma
- Armandinho — Ele mesmo
- Bernardino — Ele mesmo
- Carlinhos Brown — Ele mesmo
- Dorival Caymmi — Ele mesmo
- Gilberto Gil — Ele mesmo
- Margareth Menezes — Ela mesma
- Daniela Mercury — Ela mesma
- Moraes Moreira — Ele mesmo
- José Ribas — Ele mesmo
- Caetano Veloso — Ele mesmo
- Gilmelândia — Ela mesma